# ソフィヤ・ダニーロヴナ
ソフィヤ・ダニーロヴナ（ウクライナ語:  Софія Данилівна、1244年頃 - 1290年 / 1307年 /1327年）はガーリチ公ダニールの娘である。シュヴァルツブルク＝ブランケンブルク伯ハインリヒ5世の妻。
ソフィヤはガーリチ公ダニールと、その最初の妻アンナ（ガーリチ公ムスチスラフ娘）との間に生まれた。1259年にシュヴァルツブルク＝ブランケンブルク伯ハインリヒ5世と結婚し、複数の子をなした。